# Гололобов Дмитро Вікторович
Дмитро Вікторович Гололобов (нар. 1 січня 1985, Кіровоград, УРСР) — український футболіст. Захисник клубу «Жемчужина» (Ялта).